# کلان‌شهر بخش ۲: صحنه‌هایی از یک خاطره
| بررسی انتقادی                    | بررسی انتقادی |
| منبع                             | رتبه‌بندی      |
| -------------------------------- | ------------- |
| آل‌میوزیک                         | [ ۱ ]         |
| Collector's Guide to Heavy Metal | ۸/۱۰          |
| Rock Hard                        | ۱۰/۱۰         |
| متال استورم                      | ۱۰/۱۰         |

کلان‌شهر بخش ۲: صحنه‌هایی از یک خاطره (به انگلیسی: Metropolis Pt. 2: Scenes from a Memory) پنجمین آلبوم گروه موسیقی پراگرسیو راک آمریکایی دریم تیتر است. این آلبوم در ۲۶ اکتبر ۱۹۹۹ به‌وسیلهٔ الکترا رکوردز منتشر شد. عنوانِ آلبوم دنبالهٔ یکی از آهنگ‌های آلبوم تصاویر و واژه‌ها* از گروه است که در سال ۱۹۹۲ منتشر شد.
صحنه‌هایی از خاطره نخستین آلبوم دریم تیتر است که جردن رودس به عنوان نوازنده کیبورد با گروه همکاری می‌کند. این آلبوم مفهومی که از فیلم دوباره مرده* کنت برانا هم تأثیر گرفته، در ژوئیه ۲۰۱۲ توسط یک نظرسنجی که از سوی رولینگ استون برگزار شده، به عنوان برترین آلبوم پراگرسیو راک همهٔ زمان‌ها انتخاب شد و توانست آلبوم‌های ۲۱۱۲ از راش و نزدیک به لبه* از یس را پشت سر بگذارد.

## فهرست ترانه‌ها
- همه موسیقی توسط دریم تیتر ساخته شده در غیر این صورت ذکر شد.

| شماره | نام                                                 | سراینده      | مدت   |
| ----- | --------------------------------------------------- | ------------ | ----- |
| ۱.    | «Scene One: Regression» (موسیقی: پتروچی)            | جان پتروچی   | ۲:۰۶  |
| ۲.    | «Scene Two: I. Overture 1928»                       | (بی‌کلام)     | ۳:۳۷  |
| ۳.    | «Scene Two: II. Strange Deja Vu»                    | مایک پورتنوی | ۵:۱۲  |
| ۴.    | «Scene Three: I. Through My Words» (موسیقی: پتروچی) | پتروچی       | ۱:۰۲  |
| ۵.    | «Scene Three: II. Fatal Tragedy»                    | جان میانگ    | ۶:۴۹  |
| ۶.    | «Scene Four: Beyond This Life»                      | پتروچی       | ۱۱:۲۲ |
| ۷.    | «Scene Five: Through Her Eyes»                      | پتروچی       | ۵:۲۹  |

| شماره      | نام                                     | سراینده    | مدت   |
| ---------- | --------------------------------------- | ---------- | ----- |
| ۸.         | «Scene Six: Home»                       | پورتنوی    | ۱۲:۵۳ |
| ۹.         | «Scene Seven: I. The Dance of Eternity» | (بی‌کلام)   | ۶:۱۳  |
| ۱۰.        | «Scene Seven: II. One Last Time»        | جیمز لابری | ۳:۴۶  |
| ۱۱.        | «Scene Eight: The Spirit Carries On»    | پتروچی     | ۶:۳۸  |
| ۱۲.        | «Scene Nine: Finally Free»              | پورتنوی    | ۱۱:۵۹ |
| مجموع مدت: | مجموع مدت:                              | مجموع مدت: | ۷۷:۰۶ |

## دست‌اندرکاران
دریم تیتر
- جیمز لابری - خواننده
- جان پتروچی - گیتار، همخوان، برنامه‌نویسی در آهنگ ۷، تهیه‌کننده
- مایک پورتنوی - درامز، همخوان، تهیه‌کننده
- جردن رودس - کیبورد، تنظیم و رهبری کر
- جان میانگ - گیتار بیس